# Aime et fais ce que tu veux (film, 2013)
Pour les articles homonymes, voir Aime et fais ce que tu veux (homonymie).
Pour plus de détails, voir Fiche technique et Distribution.
Aime et fais ce que tu veux (W imię...) est un film dramatique polonais réalisé par Małgorzata Szumowska et sorti en 2013. Il raconte l'histoire d'un prêtre catholique en proie à une passion homosexuelle,.
Le film remporte le Teddy Award du meilleur film  lors de la Berlinale 2013.

## Fiche technique
- Réalisation : Małgorzata Szumowska
- Scénario et dialogues : Michał Englert et Małgorzata Szumowska
- Musique : Paweł Mykietyn
- Langue :   Polonais
- Durée : 96 min
- Pays [4] :  Pologne
- Date de sortie : 
  -  France 1er janvier 2014
  -  Pologne 8 février 2013

## Distribution
- Andrzej Chyra : Père Adam
- Maja Ostaszewska : Ewa
- Mateusz Kościukiewicz : Łukasz "Dynia"
- Maria Maj : Mère de Łukasz
- Łukasz Simlat : l'instituteur Michał Raczewski
- Tomasz Schuchardt : Adrian "Blondi"
- Olgierd Łukaszewicz : l'évêque
- Krystian Poniatowski : "Itan"
- Kamil Adamowicz : "Rudy"
- Mateusz Gajko : "Gajo"

## Récompenses et distinctions
- Berlinale
  - Teddy Award du Meilleur film en 2013
- Chéries-Chéris
  - Prix du jury en 2013
- Festival du film polonais de Gdynia 2013
  - Prix du meilleur acteur pour Andrzej Chyra